# Walter von Reichenau
 (juin 2024).
Walter von Reichenau, né le 8 octobre 1884 à Karlsruhe et mort le 17 janvier 1942 à Poltava, est un militaire allemand qui a été promu Generalfeldmarschall au début de la Seconde Guerre mondiale.

## Jeunesse et Première Guerre mondiale
Fils du général prussien Ernst von Reichenau (1841-1919) et frère du journaliste Ernst von Reichenau (de), Walter von Reichenau s'engage dans l'armée en 1902. En 1904, il devient officier dans le 1er régiment d'artillerie de campagne de la Garde. En mai 1914, il entre à l'académie de guerre à Berlin où il suit une formation d'officier d’état-major. Pendant la Première Guerre mondiale, il sert sur le front ouest. Il gagne la Croix de fer et devient capitaine en 1918.

## Entre-deux-guerres

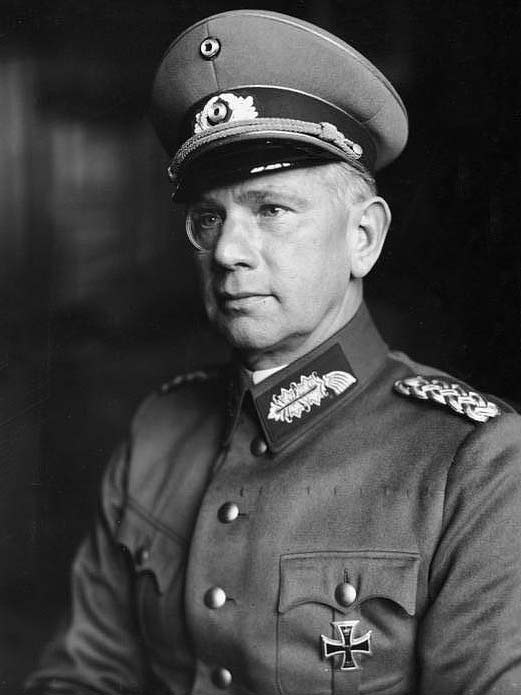
Reichenau en 1933.

Après la guerre, Reichenau est officier d'état-major sous la république de Weimar. Il sert en tant que commandant de la 8e compagnie de mitrailleuses. Il est promu Major en 1923. À partir de 1931, il est chef d'état-major au service de l'inspecteur des transmissions dans la Reichswehr et, plus tard, il sert en province de Prusse-Orientale avec le général Werner von Blomberg. Son oncle, Friedrich von Reichenau, un ardent nazi, le présente à Adolf Hitler en 1932 ; il adhère au parti nazi peu de temps après. En février de la même année, Reichenau est nommé chef d'état-major de Wehrkreis, en Prusse-Orientale, où il est sous les ordres du général von Blomberg.
Lorsque Hitler prend le pouvoir en janvier 1933, Blomberg devient ministre de la Défense et Reichenau est placé à la tête du bureau ministériel, agissant comme officier de liaison entre l'Armée et le parti nazi. Il joue un rôle de premier plan en persuadant les dirigeants nazis, dont Göring et Himmler, d'écarter du pouvoir Röhm et la SA pour que l'Armée appuie le régime nazi. La nuit des Longs Couteaux, au cours de laquelle sont éliminés un grand nombre de concurrents possibles de Hitler en juin 1934, concourt à cet objectif.
En 1935, Reichenau est promu au grade de General et nommé commandant du Wehrkreiss VII à Munich. En 1938, alors qu'on oblige Blomberg à quitter le commandement de l'Armée, Reichenau est le premier choix de Hitler pour le remplacer, mais des généraux expérimentés comme Rundstedt et Beck refusent de servir sous ses ordres, obligeant Hitler à revenir sur sa décision. C'est finalement Hitler lui-même qui devient commandant en chef de l'Armée (Oberbefehlshaber der Wehrmacht). L'enthousiasme de Reichenau pour le nazisme déplaît foncièrement à de nombreux généraux qui, tout en ne s'opposant pas à Hitler, veulent ignorer l'idéologie nazie.

## Seconde Guerre mondiale

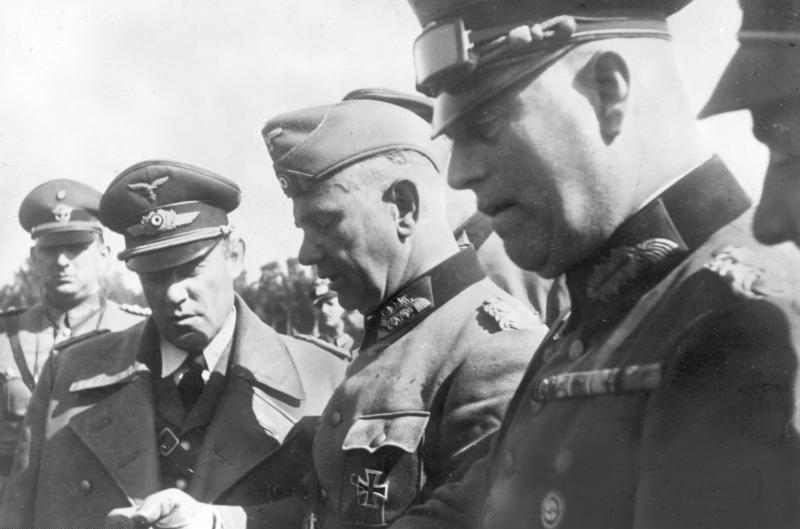
De gauche à droite, le général de police Kurt Daluege (à l'arrière-plan), le Generalmajor Karl-Heinrich Bodenschatz, le General der Artillerie Walter von Reichenau (portant un calot) et le Generaloberst Wilhelm Keitel, pendant la campagne de Pologne en septembre 1939.

En septembre 1939, Reichenau, secondé par son chef d'état-major le Generalmajor Paulus, remporte des succès à la tête de la 10e armée pendant l'invasion de la Pologne. Dès la campagne terminée, le 1er octobre, il accède au grade de Generaloberst. En 1940, il dirige la 6e armée avec la même réussite pendant l'invasion de la Belgique et de la France ; ces succès lui valent d'être promu Generalfeldmarschall au cours d’une cérémonie spéciale présidée par le Führer le 19 juillet à Berlin.
Reichenau participe également à l'invasion de l'Union soviétique au cours de l'été 1941. À la tête de la 6e armée, ses troupes réussissent à s'emparer de Kiev, de Belgorod et de Kharkiv. Au cours de l'offensive, Reichenau inspecte les chars soviétiques capturés, mesurant à l'aide d'une règle l'épaisseur du blindage. Après avoir examiné un char T-34, il déclare à ses officiers : « Si les Russes parviennent à le fabriquer en série, nous avons perdu la guerre ».
Reichenau, qui a désapprouvé publiquement la politique de Hitler vis-à-vis des Juifs, notamment à propos des anciens combattants juifs, appuie désormais ouvertement la politique hitlérienne et encourage les soldats de la Wehrmacht à commettre des atrocités contre les Juifs dans les territoires occupés :

« Nous devons exiger une sévère mais juste rétribution de la race inférieure juive. »

« … à l'Est, le soldat n'est pas seulement un homme qui combat selon les règles de l'art de la guerre… Pour cette raison, le soldat doit apprécier pleinement la nécessité d'infliger un châtiment à l'espèce moins qu'humaine de la Juiverie… »

— 10 octobre 1941.
Quelques rares historiens, dont Walter Görlitz, ont tenté de défendre Reichenau, en résumant son « ordre de Reichenau » d'octobre 1941 comme « demandant que les troupes gardent leur distance vis-à-vis de la population civile russe ». En réalité, l'ordre comprend des directives de lutte contre les partisans telles que tuer tout civil russe voyageant sans permis loin de son village.

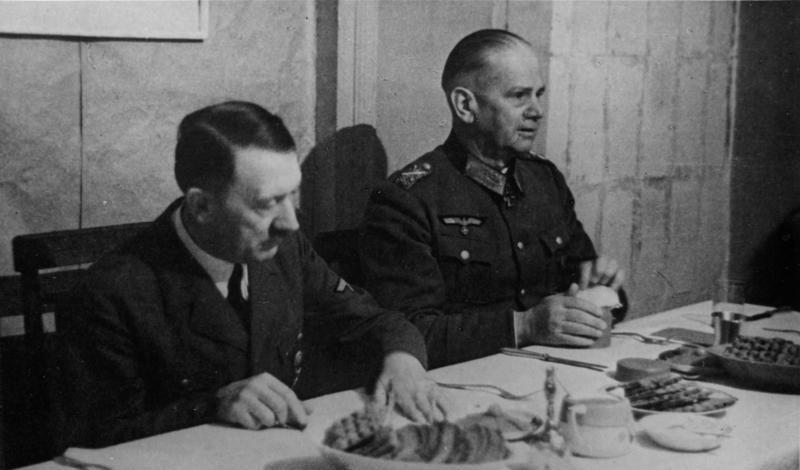
Reichenau au côté de Hitler, dans le quartier général de la 6e armée à Jytomyr en Ukraine en septembre 1941.

En novembre 1941, Hitler décide de remplacer Brauchitsch comme commandant en chef de l'Armée de terre. Ce poste est ouvertement convoité par Reichenau depuis quelques années. Le nom de Reichenau est suggéré, mais Hitler refuse en disant qu'il était « trop politique ». C'est finalement Hitler lui-même qui prend personnellement le titre de commandant en chef de l'Armée de terre (Oberbefehlshaber des Heeres).
L'invasion de l'Union soviétique subit un coup d’arrêt à la fin de l'automne 1941. Le commandant du groupe d'armées Sud demande la permission de se retirer de la rivière Mious. Quand Hitler rejette l'idée, Rundstedt choisit de quitter son poste. Le 10 novembre, Hitler le remplace par Reichenau. Le lendemain, Reichenau ordonne un retrait de la rivière Mious, puis rend compte à Hitler de ce qu'il a décidé.

## Mort

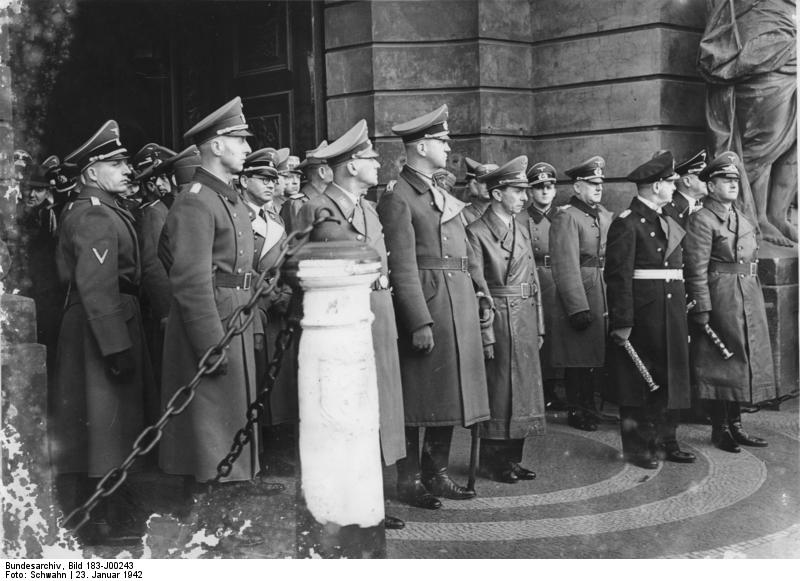
Les funérailles de Reichenau à Berlin (de gauche à droite au premier rang) : Frick, Fromm, Goebbels, Raeder, Milch.

Le 12 janvier 1942, Reichenau fait sa course quotidienne comme il en a l'habitude, cette fois par une température de −20 °C. À son retour, il ressent un malaise et, en milieu de journée, il est victime d’une hémorragie cérébrale qui le plonge dans le coma. Cinq jours plus tard, il est acheminé par avion pour une opération « de la dernière chance » vers Leipzig, mais l'appareil qui le transporte rate un atterrissage intermédiaire, à Lviv. Reichenau est, cette fois, mortellement blessé. L'historien Walter Görlitz écrit toutefois que Reichenau est plutôt mort d'une crise cardiaque à cette occasion.
C'est à Berlin que se déroulent, le 23 janvier 1942, avec le faste habituel du Troisième Reich, les funérailles du Generalfeldmarschall, au cimetière des Invalides.